# Филип Стойкович
Филип Стойкович (чорн. Filip Stojković / Филип Стојковић, нар. 22 січня 1993, Чупрія) — сербський та чорногорський футболіст, захисник «Рапіда» (Відень) та національної збірної Чорногорії.

## Клубна кар'єра
Вихованець клубу «Црвена Звезда», з якою він завоював титул юнацького чемпіона Сербії, під керівництвом тренера Владана Милоєвича. 16 червня 2009 року він підписав свій перший професійний контракт з «армійцями», після чого був відданий в оренду в «Сопот», де провів два сезони у Белградській лізі.
У 2011 році Стойкович повернувся до «Црвени Звезда» і дебютував за команду у Суперлізі Сербії у домашній грі з клубом «Смедерево» (4:0) 14 березня 2012 року. Він також провів три матчі в Кубку Сербії того сезону і допоміг команді здобути трофей.

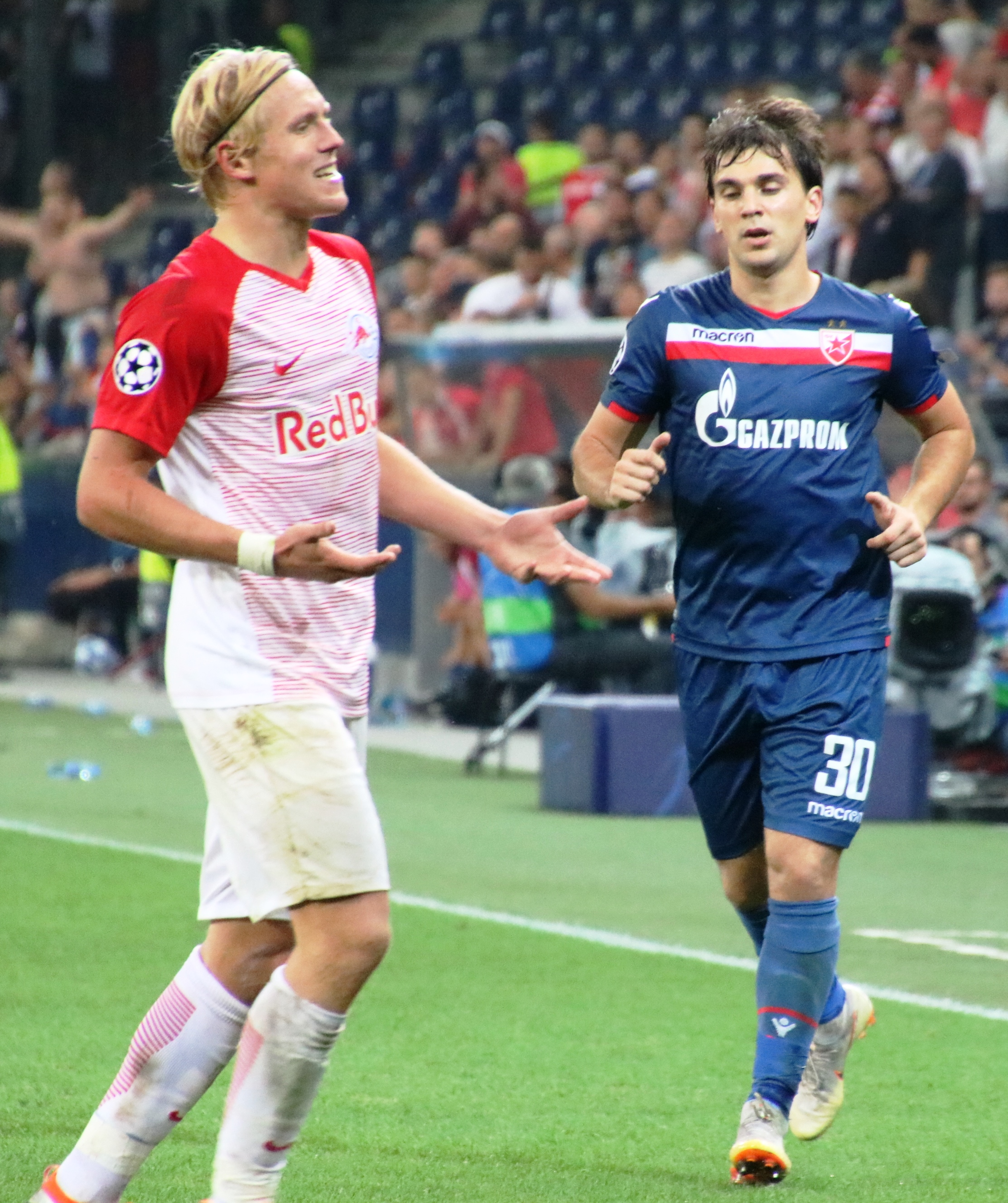
Филип Стойкович (праворуч) під час виступів за «Црвену Звезду». 2018 рік.

У сезоні 2012/13 Стойкович виступав на правах оренди за «Банат» та «Чукарички», після чого підписав контракт із останньою командою. У складі «Чукаричок» Филип знову возз'єднався із тренером Милоєвичем, ставши одним із лідерів команди, і допоміг клубу виграти Кубок Сербії в 2015 році. Крім того двічі поспіль був включений до складу символічної команди сезону сербської Суперліги (2015, 2016).
У липні 2016 року Стойкович перейшов у німецький «Мюнхен 1860», з яким підписав трирічний контракт 7 серпня в матчі проти «Гройтер Фюрта» (0:1) він дебютував у Другій Бундеслізі. Всього за сезон Филип зіграв у 10 іграх за клуб в усіх турнірах, але 2017 року команда через фінансові проблеми втратила професіональний статус і була відправлена до Регіоналліги, після чого Стойкович став вільним агентом.
У червні 2017 року Стойкович повернувся до «Црвени Звезди», підписавши контракт на 2 роки, який 18 грудня 2018 року був продовжений до літа 2022 року. У своєму другому періоді перебування у складі «червоно-білих», він зіграв загалом 96 ігор в усіх турнірах, забив два голи та віддав 10 результативних передач, вигравши два титули чемпіона Сербії. Крім того у сезоні 2018/19 він допоміг рідній команді вперше за 26 років вийти до групового етапу Ліги чемпіонів.
Сезон 2019/20 Стойкович розпочав у складі «Црвени Звезди» і знову допоміг їй вийти до групи Ліги чемпіонів, але в кінці трансферного вікна, 30 серпня 2019 року перейшов до австрійського «Рапіда» (Відень), з яким підписав трирічний контракт.

## Виступи за збірні
2009 року дебютував у складі юнацької збірної Сербії (U-17). З командою до 19 років він був учасником юнацького чемпіонату Європи 2012 року в Естонії, де зіграв у всіх трьох матчах, але його команда посіла останнє місце у групі.
Протягом 2013—2015 років залучався до складу молодіжної збірної Сербії, з якою взяв участь в молодіжному чемпіонаті Європи 2015 року в Чехії, зігравши на турнірі в одній грі. На молодіжному рівні зіграв у 8 офіційних матчах.
У травні 2016 року Стойкович отримав запрошення від співвітчизника Любиши Тумбаковича виступати за національну збірну Чорногорії, яке прийняв, отримавши місцеве громадянство. 29 травня 2016 року в товариському матчі проти збірної Туреччини (0:1) Стойкович дебютував за збірну Чорногорії.
У червні 2019 року Стойкович разом з іншими уродженцями Сербії футболістом Мірко Іваничем та тренером Тумбаковичем відмовився грати за національну збірну Чорногорію у грі кваліфікації до Євро-2020 проти Косово, через що Тумбаковича звільнили, а футболісти перестали виступати за збірну. Стойкович в цілому провів за збірну Чорногорії 15 матчів, не забивши жодного гола. Його останнім міжнародним матчем була гра кваліфікації до чемпіонату Європи у березні 2019 року проти Англії (1:5).

## Досягнення
«Црвена Звезда»
- Чемпіон Сербії: 2017/18, 2018/19
- Володар Кубка Сербії: 2011/12

«Чукарички»
- Володар Кубка Сербії: 2014/15